# 李婷 (跳水運動員)
李婷（1987年4月1日—），女，侗族，廣西臨桂人，中國跳水運動員。孿生姐姐李嬈同為跳水運動員，曾一同代表廣西參加九运会双人10米高台项目。

## 簡歷
1993年，只有5歲的李婷開始在臨桂縣城關二小接受跳水訓練，教練是唐更生；1年後進入了廣西跳水學校，跟隨鄧弼強、秦靜與曾勇訓練。1995年3月，李婷正式成為廣西跳水隊成員，教練為秦靜。4年後（1999年），12歲的李婷入選跳水國家隊，此後曾跟隨多位教練，包括鍾少珍、李芳、劉洋、李鵬、余儉和藍衛。

### 國內比賽
2001年，李婷在九運會與双胞胎姐姐李嬈合作，代表廣西在女子雙人10米跳台項目得到銅牌；2005年，又在十運會中屈居於郭晶晶與吳敏霞之下，只能在單人3米跳板得到一面銅牌。

### 國際比賽
2002年，李婷代表中國參加釜山舉行的亞運會跳水比賽，夥拍段青贏得10米跳台項目的金牌；二人又在同年獲得第十三届跳水世界盃女子雙人10米跳台冠軍，李婷並贏得個人項目的季軍。
2003年，李婷夥拍勞麗詩在巴塞羅那舉行的世界游泳錦標賽贏得女子雙人10米跳台冠軍。一年後，二人再次合作在雅典奧運中的雙人高臺項目，為中國摘下一面金牌；又在同年的第十四屆跳水世界盃女子雙人十米跳台比賽，贏得冠軍。
2005年，李婷在雅典奧運會後轉戰3米跳板賽事，並替代了吴敏霞，與郭晶晶組成拍檔。接連贏得國際泳聯跳水大獎賽加拿大站及美國站的女子雙人3米跳板冠軍；於德國站中，卻因出錯而只得亞軍。
2006年，李婷夥拍郭晶晶接連贏得國際泳聯跳水大獎賽加拿大站、美國站、德國站、珠海站及悉尼站的女子雙人3米跳板冠軍，所向披靡。同年，二人又代表中國參加杜哈舉行的亞運會跳水比賽，贏得雙人3米跳板項目的金牌；亦在第十五屆跳水世界盃雙人3米跳板項目奪冠。而在個人項目方面，李婷在國際大獎賽分站賽上三次都位列在郭晶晶之後，僅得第二名；只能在美國站於郭晶晶缺陣下，才壓倒吳敏霞，拿得個人項目的第一個國際比賽冠軍。
但是，在2006年底舉行的國際泳聯跳水大獎賽總決賽中，李婷/郭晶晶組合意外地失誤，只得季軍。與此同時，吳敏霞在個人項目四度擊敗郭晶晶，如此優秀的成績助她重奪與郭晶晶合作的地位，並在往後的各大小賽事戰無不勝
。李婷唯有轉戰並非強項的單人項目，及改與新人何姿拍檔。
2007年，李婷在國際泳聯跳水大獎賽珠海站女子3米跳板决赛中，力壓世锦赛冠军何姿奪冠同一個月的西班牙跳水賽中，她和何姿得到女子雙人3米跳板小項的金牌。但是，這對本有希望挑戰奧運冠軍郭晶晶/吴敏霞的組合，在2008年北京奧運會跳水選拔賽佛山站竟出現罕見失誤，何姿把動作201B跳成了401B，被判零分；此失誤令她們在選拔賽中處於極不利位置。最終，她們亦落選了跳水世界盃及北京奧運的國家隊參賽名單。
2008-09年，李婷一直受到背部傷患的困擾，大多時間都待在北京恢復；即使重回國家隊，也一直不能接受太系統的訓練，沒法嘗試難度較高的動作，亦錯過了第十一届全運會和2012年倫敦奧運會。